# クリミア共和国
座標: 北緯45度18分 東経34度24分 / 北緯45.30度 東経34.40度

クリミア共和国
ロシア語:Республика Крым
ウクライナ語: Республіка Крим
クリミア・タタール語: Къырым Джумхуриети

*ロシア以外の国の多数は編入を承認していない。

クリミア共和国（クリミアきょうわこく）は、黒海北岸のクリミア半島を領域とするロシア連邦の共和国。首都はシンフェロポリ。かつてはセヴァストポリ連邦市とともにクリミア連邦管区を構成していたが、2016年7月28日より南部連邦管区に属している。
2014年クリミア危機の際にウクライナからの一方的独立宣言を行った後、連邦構成主体としてロシアに編入された。以降、クリミア半島はロシアの実効支配下に置かれているが、ロシア連邦とその影響下にある幾つかの共和国を除き、世界の多くの国はこの一方的なロシアによるクリミアの併合を認めていない。

## 概要
2014年ウクライナ騒乱、ロシアのクリミア侵攻を経てウクライナのクリミア自治共和国とセヴァストポリ特別市を掌握した親露派は、ロシア連邦への編入を前提とするクリミア独立宣言を議会で採択した上で、「ロシアへの編入」か「ウクライナの下での自治権拡大」かを問う住民投票を実施した。
その結果、ロシアへの編入賛成多数であったことを受けて、住民投票翌日の2014年3月17日にクリミア自治共和国がセヴァストポリを特別な地位を有する都市として包括した「クリミア共和国」として独立し、ロシアへの編入を求める決議を議会が行った。
翌3月18日、ロシアのウラジーミル・プーチン大統領は編入要請を受け入れることを表明、クリミアのセルゲイ・アクショーノフ首長兼首相との二国間条約に調印した。3月21日に条約がロシア連邦議会で批准され、ロシア連邦への編入手続きを完了した。
しかしながら、ウクライナ政府および（ロシア以外の）世界の多くの国は、ロシアの影響下で行われた住民投票の結果ならびにそれに基づく同共和国の独立およびロシアへの編入を無効とする立場から依然としてこの地域をウクライナと不可分な領土と見なしている。

この住民投票が実施された2014年3月16日、アメリカ連邦政府のカーニー報道官は「住民投票はウクライナの憲法に反する。ロシアの軍事介入は国際法に違反するものであり、そうした暴力や脅しの下で行われた投票結果を国際社会は認めない」と述べた。

## 名称
公用語であるロシア語、ウクライナ語、クリミア・タタール語での正式名称はロシア語でРеспублика Крым（レスプーブリカ・クルィム）、ウクライナ語でРеспубліка Крим（レスプーブリカ・クルィム）、クリミア・タタール語でКъырым Джумхуриети（クルム・ジュムフリイェティ）。クリミア・タタール語はソ連崩壊後、ラテン文字への切り替えが進んでいたが、ロシア連邦議会はロシア連邦内のすべての言語はキリル文字を使用しなければならないとしている。ウクライナ管轄下においては公用語はウクライナ語のみであり、ウクライナ管轄下の離脱後にソビエト連邦の崩壊後初めて、ロシア語とクリミア・タタール語がウクライナ語と共に公用語に追加された。
三言語共通の地名であるクルィム（クルム）の語源についてはクリミア半島を参照。
ウクライナ政府および（ロシア以外の）国際社会ではクリミア共和国の独立とロシア編入を認めていないため、従来の「クリミア自治共和国」という名称も使われている。

## 地理
クリミア共和国はクリミア半島のうち、同じくロシアに編入され、連邦市として対等の連邦構成主体であるセヴァストポリを除く全域を管轄する。北はペレコープ地峡を介して2022年にロシアへ編入されたへルソン州と接しており、2022年まで、ロシアはヘルソン州と旧・クリミア自治共和国の境界線を国境と主張していた（クリミア編入条約第6条第2項）。東はケルチ海峡を挟んでロシア本土のクラスノダール地方と隣り合う。

## 民族・言語
| 母語話者（クリミア共和国） 2014 | 母語話者（クリミア共和国） 2014 | 母語話者（クリミア共和国） 2014 | 母語話者（クリミア共和国） 2014 | 母語話者（クリミア共和国） 2014 |
| ------------------------------- | ------------------------------- | ------------------------------- | ------------------------------- | ------------------------------- |
|                                 |                                 |                                 |                                 |                                 |
| ロシア語                        | ロシア語                        |                                 | 84.1%                           | 84.1%                           |
| クリミア・タタール語            | クリミア・タタール語            |                                 | 7.8%                            | 7.8%                            |
| タタール語                      | タタール語                      |                                 | 3.7%                            | 3.7%                            |
| ウクライナ語                    | ウクライナ語                    |                                 | 3.3%                            | 3.3%                            |

2014年の統計によると、65.2%をロシア人が占め、次いでウクライナ人16.0%、クリミア・タタール人12.6%、タタール人2.3%の順となっている。一方、言語はロシア語が84%、次いでクリミア・タタール語7.9%、タタール語3.7%、ウクライナ語3.3%となっており、ウクライナ語の割合は2001年の10.1%から大幅に低下した。

## 標準時
この地域は、モスクワ時間帯の標準時を使用している。時差はUTC+3時間で、夏時間はない。ロシア編入前は標準時がUTC+2で、夏時間がUTC+3であった。2014年3月に通年UTC+4に変更された。しかし、同年10月に通年UTC+3に変更された。

## 交通
航空便はシンフェローポリ国際空港があり、ロシア国内と結ばれている。2018年5月15日にロシア本土との間のケルチ海峡に、クリミア大橋が開通した。ウクライナ側とは鉄道・道路で結ばれているが、ウクライナとを結ぶ鉄道の運行は中止されている。

## 政治
クリミア共和国の政府は自治共和国のものを継承している。
立法府は100議席の「国家会議」（クリミア自治共和国最高会議から改称を宣言）である。
行政府は閣僚会議（内閣）が司り、閣僚会議議長（首相）がこれを代表する。
2014年3月18日に調印、21日に批准された条約により、クリミア共和国は条約調印日をもってロシア連邦に編入したものとされ（条約第1条）、3月17日に事実上独立した国となったクリミア共和国はわずか1日の短命に終わった。ロシア連邦の構成主体としての政府を発足させるための選挙は2015年9月14日に行われ、それまでは編入以前の議会と内閣が暫定的に存続する（第8条）。
3月17日以前、クリミア自治共和国に含まれていなかったセヴァストポリは、特別市としてクリミア共和国に包括されて独立を宣言したが、セヴァストポリ市は16日の住民投票において単独で連邦市としてロシア連邦に編入されることを承認されており、編入後はクリミア共和国と対等な連邦構成主体である連邦市となった（条約第2条）。
なお、条約批准で編入されても、ロシア国内法上でクリミア共和国を連邦構成主体として編入する手続きは、ロシア連邦憲法の連邦構成主体の章を改正する必要がある。

## 行政区画
クリミア共和国は従前の自治共和国の地方行政区分を踏襲している。3月17日から18日までの事実上の独立国であった間は、セヴァストポリを特別市として包括していたが、ロシア編入後はクリミア共和国とセヴァストポリ連邦市は対等な連邦構成主体となった。主な都市はシンフェロポリ、ヤルタ、バフチサライ、イェウパトーリヤ、ケルチ、フェオドシヤ等である。
| 郡 1. バフチサライ郡 2. ベロゴルスク郡 3. ジャンコイ郡 4. キロフスク郡 5. クラスノグヴァルデイスク郡 6. クラスノペレコプスク郡 7. レニンスク郡 8. ニジネゴルスク郡 9. ペルヴォマイスク郡 10. ラズドリヌイ郡 11. サーキ郡 12. シンフェロポリ郡 13. ソヴェツキー郡 14. チェルノモルスク郡 | 基礎自治体 15. アルシタ 16. アルミャンスク 17. ジャンコイ 18. エフパトリヤ 19. ケルチ 20. クラスノペレコプスク 21. サーキ 22. シンフェロポリ 23. スダク 24. フェオドシヤ 25. ヤルタ | Subdivisions of Crimea |

## 国際的な認知
国際連合総会決議68/262（ロシアによるクリミア・セヴァストポリの編入の無効性について採択した国連総会決議）参照。
- クリミア共和国・セヴァストポリのロシア連邦編入を承認した国
  -  ロシア
  -  アフガニスタン
  -  キューバ
  -  ニカラグア
  -  北朝鮮
  -  シリア
  -  ベネズエラ

- クリミア共和国・セヴァストポリのロシア連邦編入に対して中立の地位を保っている国
  -  アルゼンチン
  -  イスラエル
  -  南アフリカ共和国

## 歴史

### 略史
18世紀にロシア帝国に併合されたクリミアは、1921年にソビエトの支配を受け、クリミア自治ソビエト社会主義共和国が設置された。第二次世界大戦中の1944年にロシア併合以前からの住民である少数民族のクリミア・タタール人が追放され、翌1945年に自治共和国から州に改組された。1954年にはクリミア州はソ連最高会議幹部会令によりロシア・ソビエト連邦社会主義共和国からウクライナ・ソビエト社会主義共和国に帰属先が変更された。
ソビエト連邦の崩壊によりウクライナは自治共和国を復活させ、また中央アジアからのクリミア・タタール人の帰還が許可された。しかし、帝政期以来の多数派であるロシア人はクリミアがウクライナ領になったことに不満を持ち、再びロシアへ帰属することを求めるようになった。
1992年5月5日、クリミア議会はウクライナからの独立を決議し、クリミア共和国を宣言した。ウクライナ議会は5月15日に独立無効を決議したが、黒海艦隊の基地として戦略的に重要なクリミアへの関心を持つロシアは独立の動きを支持し、5月21日にクリミアのウクライナ移管を定めた1954年の決定は違法とする議会決議を行った。しかし、ロシアで独立を宣言していたチェチェン共和国に対し、1994年にロシアが武力鎮圧を開始すると、一方で自国からのチェチェンの独立を禁圧しながらウクライナからのクリミアの独立を支持するのは自己矛盾であるとの国際的批判が高まり、ロシアはクリミア独立運動への支援を取りやめた:415。
その結果、クリミア内での独立運動も後ろ盾を失って急速に沈静化し、またウクライナ側でもロシアに敵対的な民族主義政党の活動が和らいだため、クリミア議会もウクライナ共和国内の自治共和国であることを認めるようになった。
クリミアの自治権は1996年に制定されたウクライナ憲法で再確認され、クリミア自治共和国の設置が規定されたが、同時にクリミア半島は「ウクライナの不可分な構成部分」とされ、自治共和国の離脱権は否定された。

### 独立宣言からのロシアへの併合
クリミア共和国
ロシア語：Республика Крым
ウクライナ語：Республіка Крим
クリミア・タタール語：Къырым Джумхуриети

2014年クリミア危機において、3月11日にクリミア自治共和国最高会議（議会）とセヴァストポリ特別市会議（市議会）は、クリミアおよびセヴァストポリ独立宣言を採択し、ウクライナからの一方的な独立を求めた。
3月16日に実施された住民投票で、ロシアの連邦構成主体としてロシアに統合するか、以前の憲法を復活させて自治権を強化した上でウクライナに留まるかが問われた。住民投票の結果、ロシアへの帰属を求めてウクライナから独立することを承認する票が多数（発表によれば80%を超える有効投票数の95%以上）に達した。ただし、アメリカ合衆国、欧州連合、そして日本政府は、投票がウクライナの国内法に違反し非合法なものであるとしている。
住民投票を受けて、3月17日にクリミアの議会はクリミア共和国の独立を宣言し、ロシアはその日のうちに国家承認を行った。
翌3月18日、ロシアのウラジーミル・プーチン大統領は演説でクリミアとセヴァストポリの編入を宣言、直後にクリミア共和国のアクショーノフ首相、クリミア自治議会のウラジーミル・コンスタンチノフ議長、そしてセヴァストポリ特別市評議会のアレクセイ・チャリ議長と編入条約に署名した。条約の正式決定には憲法裁判所の確認、下院の批准、上院の承認などの手続きが必要となるが、条約の第1条は署名の日をもってクリミア共和国はロシア連邦に編入されることとしており、条約署名をもってクリミアはロシアに編入されたとの見解を示した。
ロシア国内の批准手続きは3月21日の上院承認により完了し、ロシア・クリミア両者の間での二国間条約としての編入が発効した。しかし3月27日には、国連総会はこの編入を認めない旨を決議した（決議68/262）。